# René Le Ray
Pour les articles homonymes, voir Le Ray (homonymie).
René François Le Ray, seigneur du Fumet, né le 10 mai 1686 à Bourgneuf-en-Retz et mort le 13 juillet 1757 à Bouin, fut maire de Nantes de 1730 à 1731.

## Biographie
René Le Ray est le fils de René Le Ray, sieur des Mandonniers, et de Louise Guillon, dame du Vrignaud. Il est le cousin germain de l'armateur René François Le Ray de La Clartais, qui sera le père de Jacques-Donatien Le Ray de Chaumont.
Avocat au Parlement de Paris, il est reçu le 16 novembre 1711 dans l'office de conseiller du roi, lieutenant particulier, civil et criminel de la sénéchaussée, siège présidial et prévôté de Nantes, auquel il avait été nommé par provision datées de Versailles le 4 du même mois.
Il est maire de Nantes de 1730 à 1731.
Il épouse Anne Louise Robard, fille de Jean Robard, sieur des Bellines, sénéchal de l'île de Bouin, et de Renée Baraud.